# Borophagus pugnator
Borophagus pugnator — вимерлий вид роду Borophagus підродини Borophaginae, групи псових, ендемічних для Північної Америки (Флорида, Північна Кароліна) з епохи раннього міоцену до епохи пізнього міоцену 23.3—5.3 млн років тому.

## Огляд
Borophagus, як і інші Borophaginae, широко відомі як "кістотрощильні" або "гієноподібні" собаки. Хоча він і не був наймасовішим борофагіном за розміром або вагою, він мав більш високорозвинену здатність хрускіти кістками, ніж попередні, більші роди, такі як Epicyon, що, здається, є еволюційною тенденцією групи (Turner, 2004). В епоху пліоцену Borophagus почали витіснятися Canis, такими як Canis edwardii, а пізніше Canis dirus. Ранні види Borophagus донедавна включалися в рід Osteoborus, але зараз ці роди вважаються синонімами.